# 巴氏大角鮟鱇
巴氏大角鮟鱇為輻鰭魚綱鮟鱇目棘茄魚亞目巨棘角鮟鱇科的其中一種，發現於西北太平洋日本本州北部海域，屬深海魚類，棲息深度可達1210公尺，雌魚體長可達2.9公分。

## 擴展閱讀
維基物種上的相關：巴氏大角鮟鱇